# Paramphistomum microbothrium
Paramphistomum microbothrium är en plattmaskart. Paramphistomum microbothrium ingår i släktet Paramphistomum och familjen Paramphistomatidae. Inga underarter finns listade i Catalogue of Life.